# Coregonus muksun
Coregonus muksun is een soort houting. Houtingen vormen een uitgebreide (onder-)familie van de orde zalmachtigen (Salmoniformes). Deze soort heet in het Russisch moeksoen. Deze houtingsoort leeft in de Noordelijke IJszee.

## Herkenning
De vis is volwassen bij een lengte van 47–50 cm en kan maximaal 90 cm worden. De vis verschilt van houtingsoorten in hetzelfde water door onder andere het aantal kieuwboogaanhangsels (42 tot 85) en schubben op de zijlijn (87 tot 94) en de vorm van de kop en de monddelen.

## Verspreiding en leefomgeving
Coregonus muksun komt voor in het noorden Siberië van de Karazee tot de Kolyma. De vis leeft in grote, open wateren zowel zoet als zout, in meren en rivieren en in kustwateren van de Noordelijke IJszee. De vis is anadroom en trekt juli-augustus de Siberische riveren op om te paaien. Er zijn ook niet-trekkende populaties die permanent in grote meren en rivieren verblijven.
's Winters leeft de vis van zoöplankton en 's zomers vooral van benthische macrofauna.

## Status
Deze soort houting is op grote schaal uitgezet in meren in Noord- en Midden-Rusland. Coregonus muksun neemt sterk in aantal af, maar is (nog) geen bedreigde diersoort volgens de IUCN.